# Liste der Monuments historiques in Beaucourt
Die Liste der Monuments historiques in Beaucourt führt die Monuments historiques in der französischen Gemeinde Beaucourt auf.

## Liste der Bauwerke
| Bezeichnung                                                        | Beschreibung | Standort | Kennzeichnung | Schutzstatus | Datum | Bild |
| ------------------------------------------------------------------ | ------------ | -------- | ------------- | ------------ | ----- | ---- |
| Tumulus und Friedhof (auch auf dem Gebiet der Gemeinde Montbouton) | Neolithikum  | (Lage)   | PA00125420    | Inscrit      | 1993  |      |

## Liste der Objekte
- Monuments historiques (Objekte) in Beaucourt in der Base Palissy des französischen Kultusministeriums